# Глебовское (Краснодарский край)
Гле́бовское (Глебовка) — село в Приморском районе муниципального образования город Новороссийск Краснодарского края России. 

## География
Расположено в 10,5 км к западу от центра Новороссийска, в 3 км к юго-западу от села Васильевка. Граничит с селом Северная Озереевка на юге.

## Население
| 1873 | 2002 | 2005 | 2010  |
| ---- | ---- | ---- | ----- |
| 132  | ↗765 | ↗800 | ↗1027 |